# Alexandr Vasiljevič Vinter
Alexandr Vasiljevič Vinter (rusky Александр Васильевич Винтер; 10. října 1878, Staroselcy – 9. března 1958, Moskva) byl ruský a sovětský vědec v oboru výstavby elektráren. Proslul jako vedoucí výstavby vodních děl Dněproges na Dněpru a Ugličské, Rybinské a Kujbyševské elektrárny na Volze.

## Životopis
Alexandr se narodil 10. října 1878 ve vesnici Staroselcy na západě Ruského impéria na území dnešního Polska do rodiny strojvůdce. Jeho rodiště se nacházelo na čerstvě vybudované trati Petrohrad–Varšava. Setkání se systémem parního stroje trvale nasměrovalo již od časného dětství jeho pozornost směrem k vývoji a odběru parního výkonu.

### Studijní období
V roce 1899 nastoupil ke studiu na Polytechnickém institutu v Kyjevě. V roce 1900 byl ze studia pro účast na studentských nepokojích vyloučen a po čtyřměsíčním věznění byl převelen na práce v parní elektrárně v Baku. Zde se osvědčil ve všech funkcích provozu a získal cenné praktické zkušenosti. V roce 1905 se stal vedoucím provozu elektrárny „Bělyj gorod“ od které se v Rusku poprvé odvíjel přenos o napětí 20 kV. Pracoval na systému napájení Baku a Grozného. Během působení v Baku se dvakrát pokusil obnovit studium na Kyjevském polytechnickém institutu, ale jeho politická nedůvěra zůstala překážkou. Až v roce 1907, s pomocí profesora M. A. Šatelena, děkana elektromechanického oddělení Petrohradského polytechnického institutu, byl přijat na toto oddělení. Souběžně se studiem pracoval na konverzi moskevské kabelové sítě z 2 na 6 kV.

### Výstavba prvních parních elektráren GOELRO

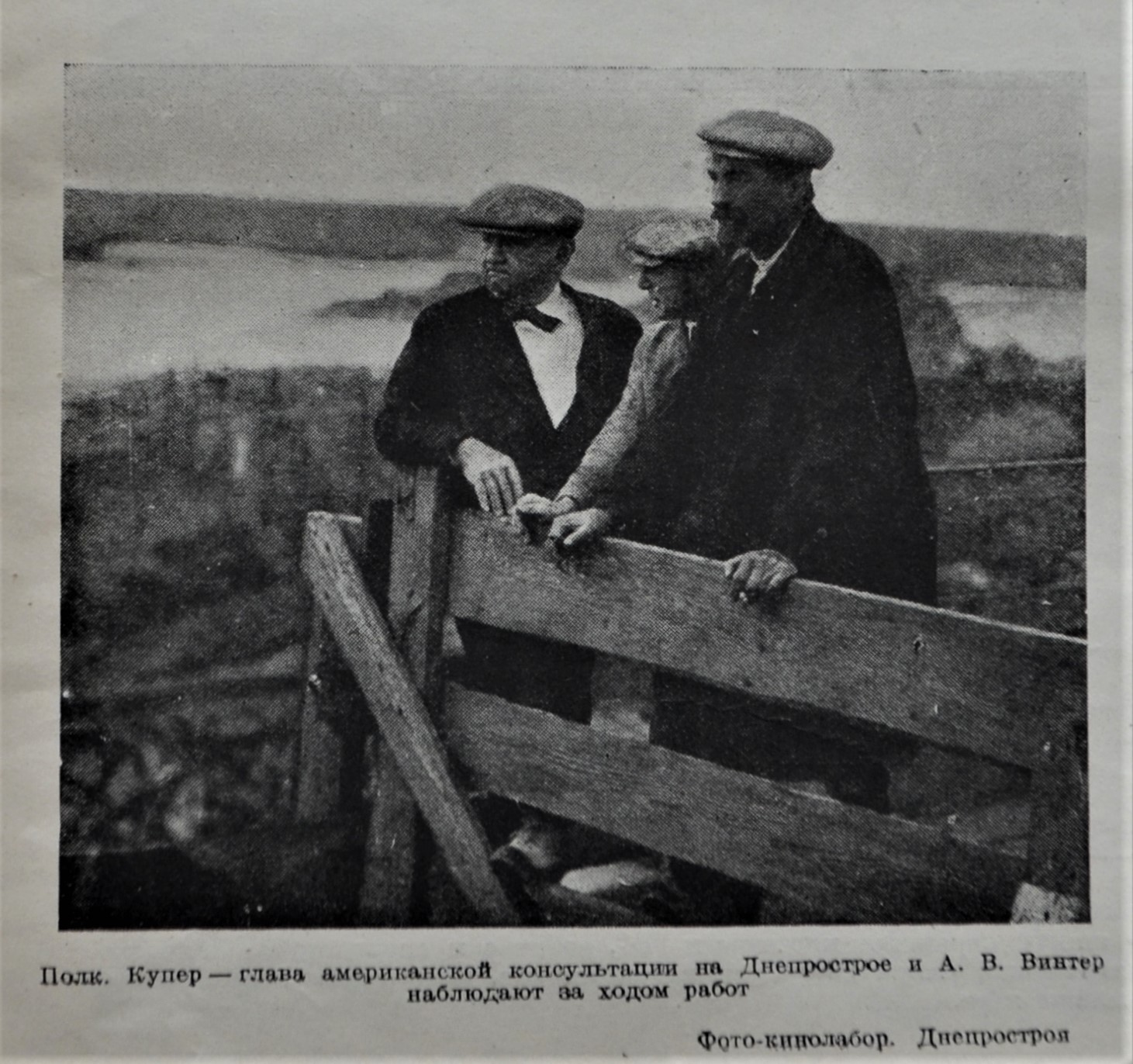
S Hughem L. Cooprem na březích Dněpru (1932)

Po absolvování ústavu v roce 1912 pracoval nejprve jako asistent vedoucího a poté jako vedoucí výstavby první regionální elektrárny v Rusku na rašelinu "Elektroperedača" (nyní GRES-3 imeni R. E. Klassonova). V roce 1915 byl Vinter pozván na stavbu továrny na střelný prach Vladimír v Moskevské gubernii. Po říjnové revoluci v roce 1917 byl Vinter jmenován vedoucím výstavby elektrárny Šatura na zpracování místní rašeliny. Tato elektrárna byla jedním z pilířů GOELRO a od roku 1925 poskytovala energetickému systému hlavního města výkon 32 tisíc kW.

### Vodní energetika
V roce 1927 byl pověřen řízením výstavby Dněprogesu. Projekt akademika Alexandrova pozměnil ve smyslu zvýšení instalovaného výkonu při snížení počtu jednotek. Nad činností Dněprostroje dohlížel spolu s americkým specialistou Hughem L. Cooperem, autorem do té doby největších vodních děl.  Po dokončení výstavby Dněprogesu v roce 1932 byl Vinter zvolen řádným členem Akademie věd SSSR a pracoval jako vedoucí výstavby Ugličské a Rybinské elektrárny na Volze. Po válce připravil základní schéma projektu Kujbyševské elektrárny a počal se plně věnovat energetickému využití Angary. Osobně se účastnil výstavby Irkutské vodní elektrárny.
Podílel se na tvorbě Technické encyklopedie o 26 svazcích, a to články na téma Hydraulické konstrukce.
Zemřel 9. března 1958 v Moskvě, pochován tamtéž.